# Dejan Tofčević
Dejan Tofčević (Titovo Užice, 10. jun 1971) srpski je književnik. Detinjstvo je proveo u Bajinoj Bašti. Školovao se u Bajinoj Bašti, Sarajevu, Beogradu i Podgorici. Piše aforizme, kratke priče, poeziju itd. Živi i radi u Podgorici kao kontrolor letenja. 

## Objavljeni radovi
- Crno na belo, ZID, Podgorica (2002), aforizmi
- Predskazanje prošlosti, Priručnik za plivanje dolinom suza, Udruženje humorista i satiričara Crne Gore, Podgorica (2009), aforizmi
- Izabrani aforizmi, Alma, Beograd (2023)

## Priređeni radovi
- Antologija crnogorskog aforizme, Rijetke čestice, koautor sa Savom Martinovićem i Veljkom Rajkovićem, UHS CG - Podgorica (2006), aforizmi

## Važnije nagrade
- Nagrada za kratku priču Prosvjetnog rada (2003 i 2004)
- Čivijada - nagrada za aforizam (2004)
- Zlatna kaciga za kratku priču (2005)
- Aforističar godine na Crnogorskom festivalu humora i satire u Danilovgradu (2005)
- Žikišon za satiričnu poeziju (2006)
- Nagrada za knjigu godine na Crnogorskom festivalu humora i satire u Danilovgradu zajedno sa Savom Martinovićem i Veljkom Rajkovićem (2006)
- Žikišon za kratku priču (2007)
- Rade Brka za kratku priču (2008)
- Satiričar godine na Crnogorskom festivalu humora i satire u Danilovgradu (2008)
- II nagrada na VIII konkursu za najkraću kratku priču izdavačke kuće "Alma" (2009)
- Vuk Gligorijević za najbolji aforizam na Satirafestu (2009)
- Nagrada za najbolju priču na Satirafestu (2012)
- Nagrada za aforizam na Crnogorskom festivalu humora i satire u Danilovgradu (2015)
- II nagrada na XIV konkursu za najkraću kratku priču izdavačke kuće "Alma" (2015)
- Diploma za grupu aforizama na XXIV festivalu Zlatna kaciga u Kruševcu (2016)
- Vuk Gligorijević - nagrada za najbolji aforizam na sedmom Satira festu u Beogradu (2021)
- Druga nagrada za najbolju pesmu na Crnogorskom festivalu humora i satire u Danilovgradu (2023)
- Zlatna kaciga za aforizam na istoimenom festivalu u Kruševcu (2024)

Zastupljen je u nizu antologija i zbornika kratkih priča, aforizama i pesama, kao i različitim elektronskim izdanjima. Prevođen je na bugarski, makedonski, engleski, baskijski, italijanski, ruski i finski jezik.
Pet godina je uređivao satiru u magazinu ZID. Jednak vremenski period je uređivao "Zonu satire" na internetu. Saradnik je niza elektronskih i štampanih listova. Njegovi radovi se nalaze i u afo-kolumni Predskazanje prošlosti u Reviji D. Dva puta je bio u najužem krugu za Politikinu nagradu za mlade aforističare Vlada Bulatović Vib.

## Spoljašnje veze
- ETNA: Radovi Dejana Tofčevića
- Intervju sa Dejanom Tofčevićem
- Zona satire